# Општина Павлос Мелас
Општина Павлос Мелас (грч. Δήμος Παύλου Μελά) општина је у Грчкој. По подацима из 2021. године број становника у општини је био 100.194. Име је добила по грчком герилцу погинулом 1904. године који се борио против Турака и Бугара за ослобођење овог дела Грчке. Административни центар је насеље Лембет. Општина обухвата три солунска насеља: Ефкарпија, Кара Исин и Лембет.
У току Другог светског рата је ту био концентрациони логор у коме су били затворени и убијани припадници партизанског и четничког покрета, заједно са Грцима и припадницима других народа. Српско војничко гробље Зејтинлик из Првог светског рата се налази уз саму јужну границу општине Павлос Мелас, а у непосредној близини (200-300 метара) од места где је био логор у Другом светском рату.

## Становништво
| 2011.  | 2021.   |
| ------ | ------- |
| 99.245 | 100.194 |